# Пионерский значок

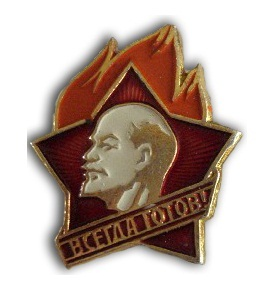
Пионерский значок образца 1962—1991 годов с девизом «Всегда готов!»

Пионе́рский значо́к — символ пионерской организации СССР. Пионерский значок, наряду с пионерским галстуком, был непременным атрибутом пионерской формы, означавшим, что октябрёнок принят в пионеры. Оформление пионерского значка менялось, отражая историю государства.

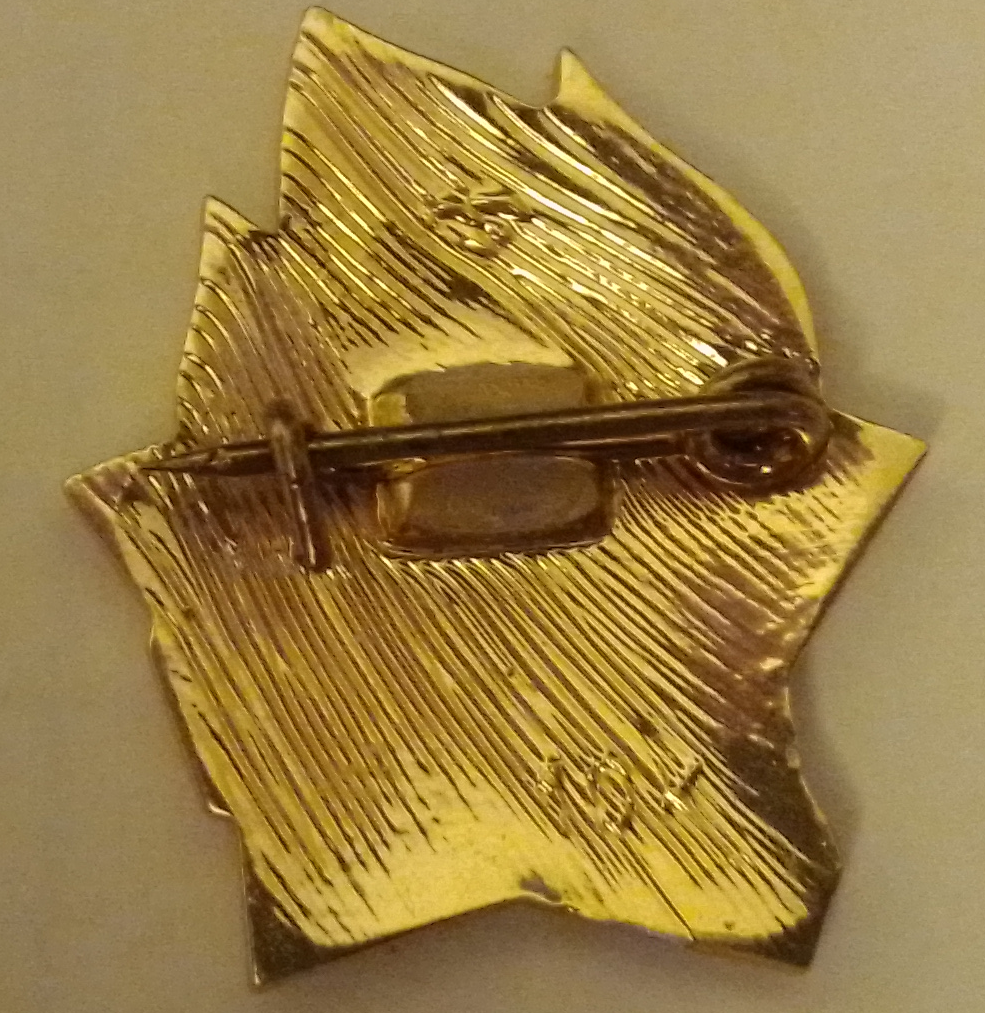
Обратная сторона значка

## История
Сведения о самом первом пионерском значке очень скудны; предположительно, на нём был изображён пионерский костёр. В апреле 1923 года рабочие завода «Автопринадлежность» в Замоскворечье на свои средства изготовили 1000 пионерских значков нового оформления к Первомаю по эскизу пионеров и комсомольцев. Этот вариант значков включал изображение пионерского костра на фоне знамени, а также символы преданности пионеров делу рабочих и крестьян — молот и серп с девизом «Будь готов!». Серп вошёл в оформление значков ещё и потому, что уже тогда пионерское движение из городов начало распространяться в деревни и сёла. Пионерские значки с третьим вариантом оформления, который был разработан ЦК ВЛКСМ на основе эскиза, выигравшего в конкурсе, появились 14 декабря 1925 года. На флагштоке знамени появилась красная пятиконечная звезда; знамя держит пионер, отдающий пионерский салют на фоне мавзолея Ленина — символ верности пионеров делу вождя революции:18.

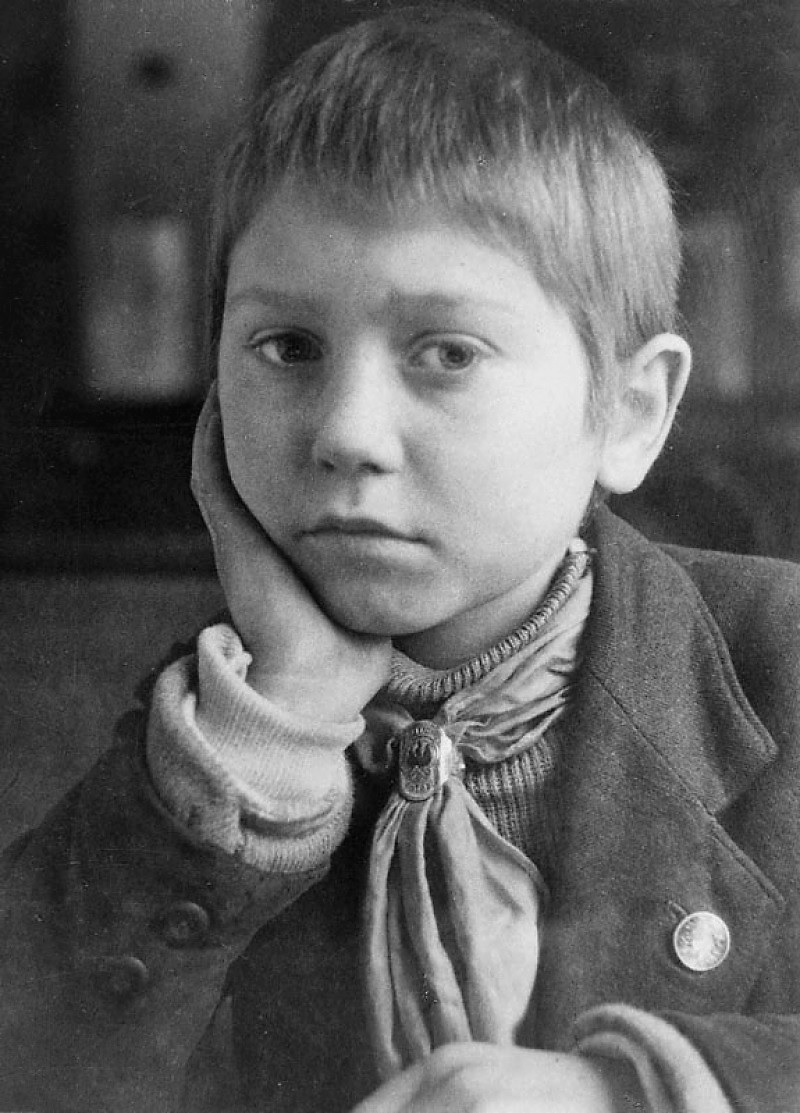
Витя Смирнов,
советский пионер 12 лет в блокадном Ленинграде 1942 года.
Зажим на пионерском галстуке с изображением пяти поленьев костра и трёх языков его пламени символизировали пять континентов и Коминтерн, который должен был «зажечь пламя революции» по всему миру

С 1927 года до, вероятно, 1942 года вместо пионерского значка пионеры носили зажим для галстука, который примерно соответствовал второму варианту оформления значка, датированному 1923 годом, с пионерским девизом «Будь готов!». После Первого всесоюзного пионерского слёта 1929 года на зажиме, а впоследствии на всех значках изображался пионерский девиз «Всегда готов!»:19.
15 сентября 1942 года, в годы Великой Отечественной войны, было утверждено «Положение о значке». Поскольку весь металл шёл на нужды фронта, положение предписывало пионерам изготавливать значки самостоятельно из подручного материала красного цвета. Значок представлял собой большую красную пятиконечную звезду с пионерским костром в её центре и девизом «Всегда готов!». 21 сентября 1944 года на значке вновь появились серп и молот, а вместо костра — 3 языка пламени над звездой. С введением трёх ступеней в пионерской организации, в июне 1958 года, на значке появилось обозначение ступени римской цифрой:76.
В 1962 году пионерская организация была награждена орденом Ленина. С тех пор значок представлял собой красную пятиконечную звезду с изображением барельефа В. И. Ленина в центре и девизом «Всегда готов!» на орденской ленте, расположенной по диагонали от левого нижнего луча звезды, над звездой — 3 языка пламени:76.
В 1972 году в честь своего 50-летия Всесоюзная пионерская организация награждена вторым орденом Ленина. С тех пор девиз «Всегда готов!» был, обрамлён двумя золотыми полосами, обозначающими награждение ВПО СССР двумя орденами Ленина, в остальном дизайн не изменился.
Существовала также наградная форма пионерского значка — пионерский значок «За активную работу», имевший форму пионерского значка, в нижней части которого, вместо надписи «Всегда готов!», имелась рельефная надпись «За активную работу». Такой значок вручался вместе с удостоверением. Им награждались пионеры, которые сочетали академические успехи с активной общественной работой.
В 1982 году, после произошедших в структуре пионерской  организации изменений и появления нового звена «старшие пионеры» (с 13-летнего возраста), для последних был разработан соответствующий значок, сочетающий элементы комсомольского и пионерского. В этом же году был утверждён значок пионер-инструктор, который вручался вместе с удостоверением пионеру, освоившему какую-либо пионерскую специальность по итогам обучения на базе пионерской дружины, в Доме пионеров, школе пионерского актива и другого.

## Галерея

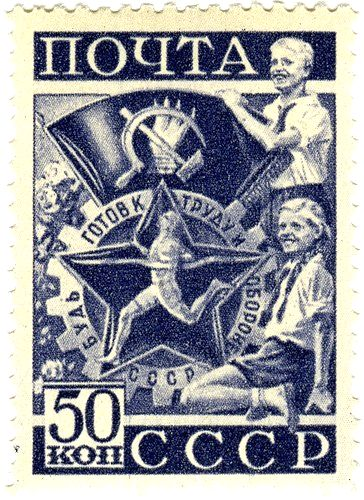
Изображение пионерского значка и значка «Будь готов к труду и обороне СССР», на почтовой марке Союза ССР, 1940 года
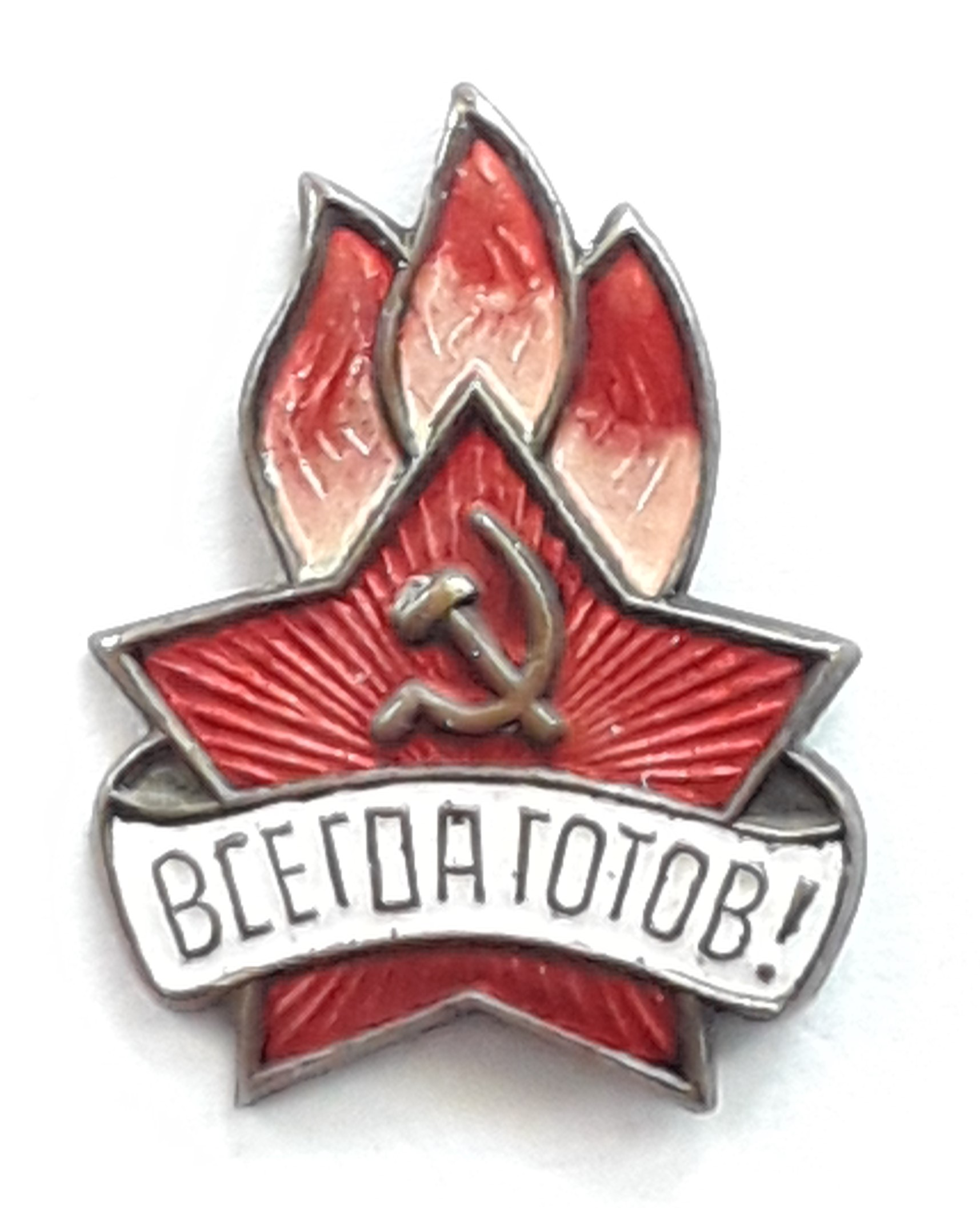
Значок пионерский с 1945
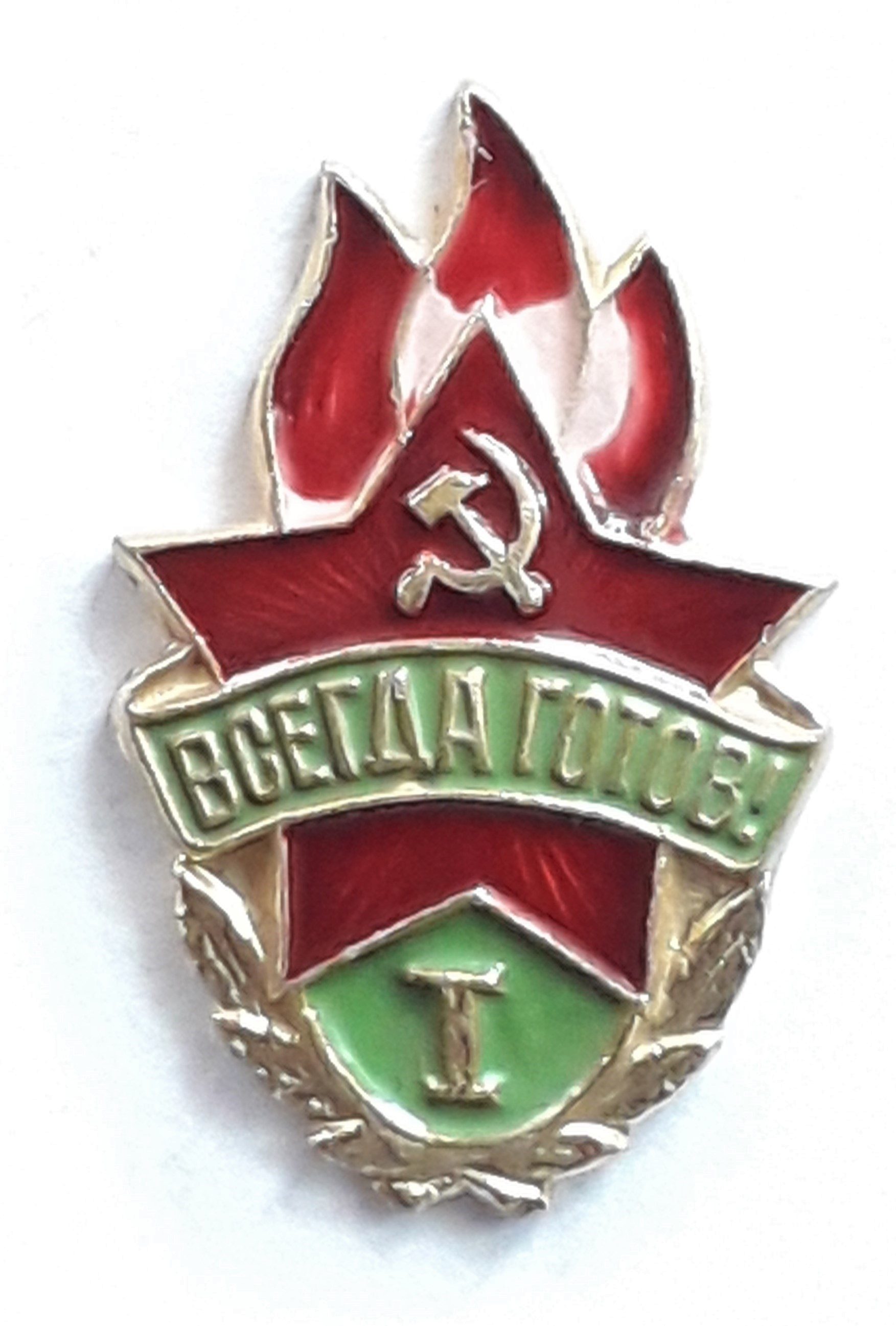
Значок пионерский 1 ступени с 1952
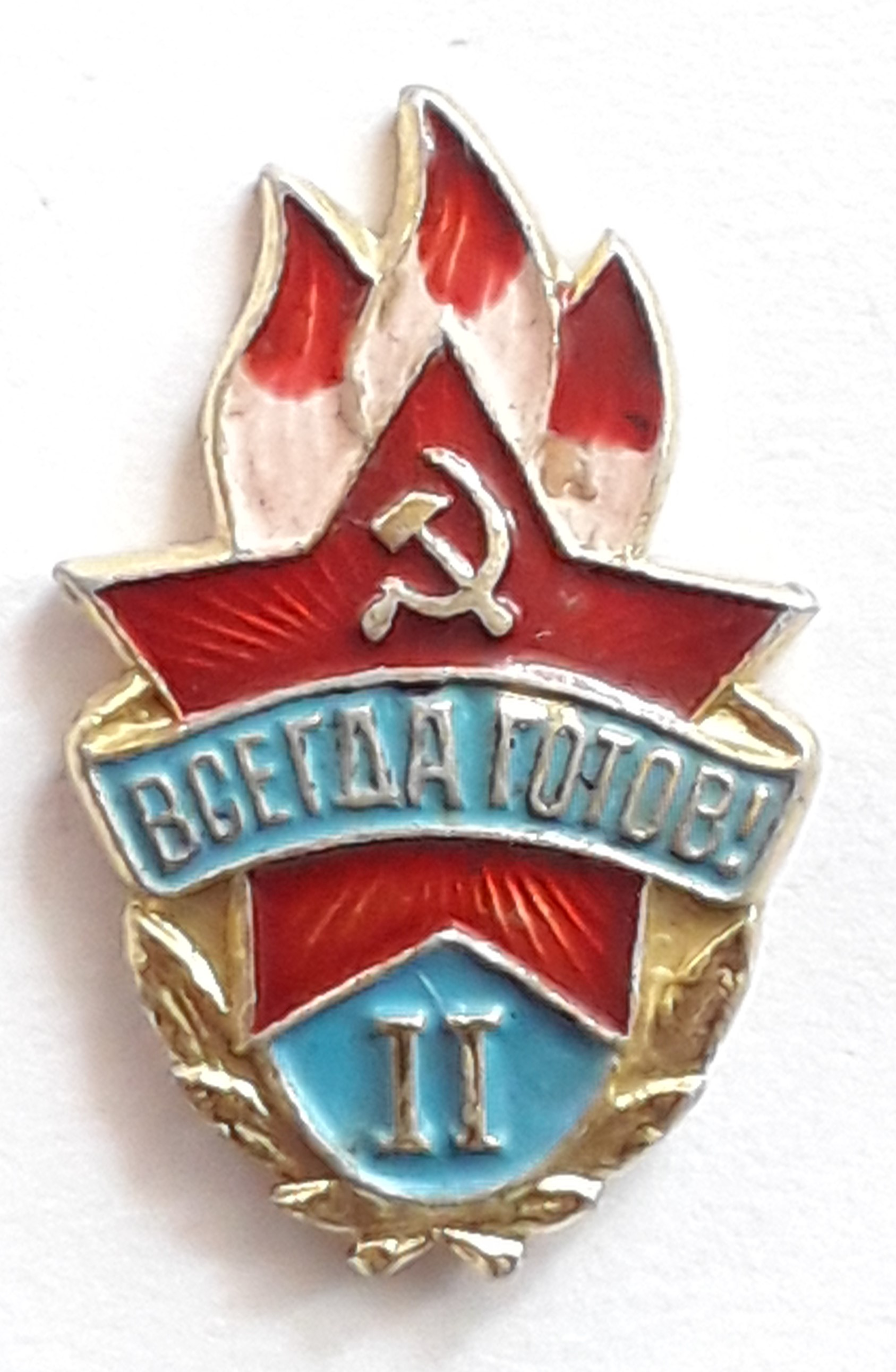
Значок пионерский 2 ступени с 1952
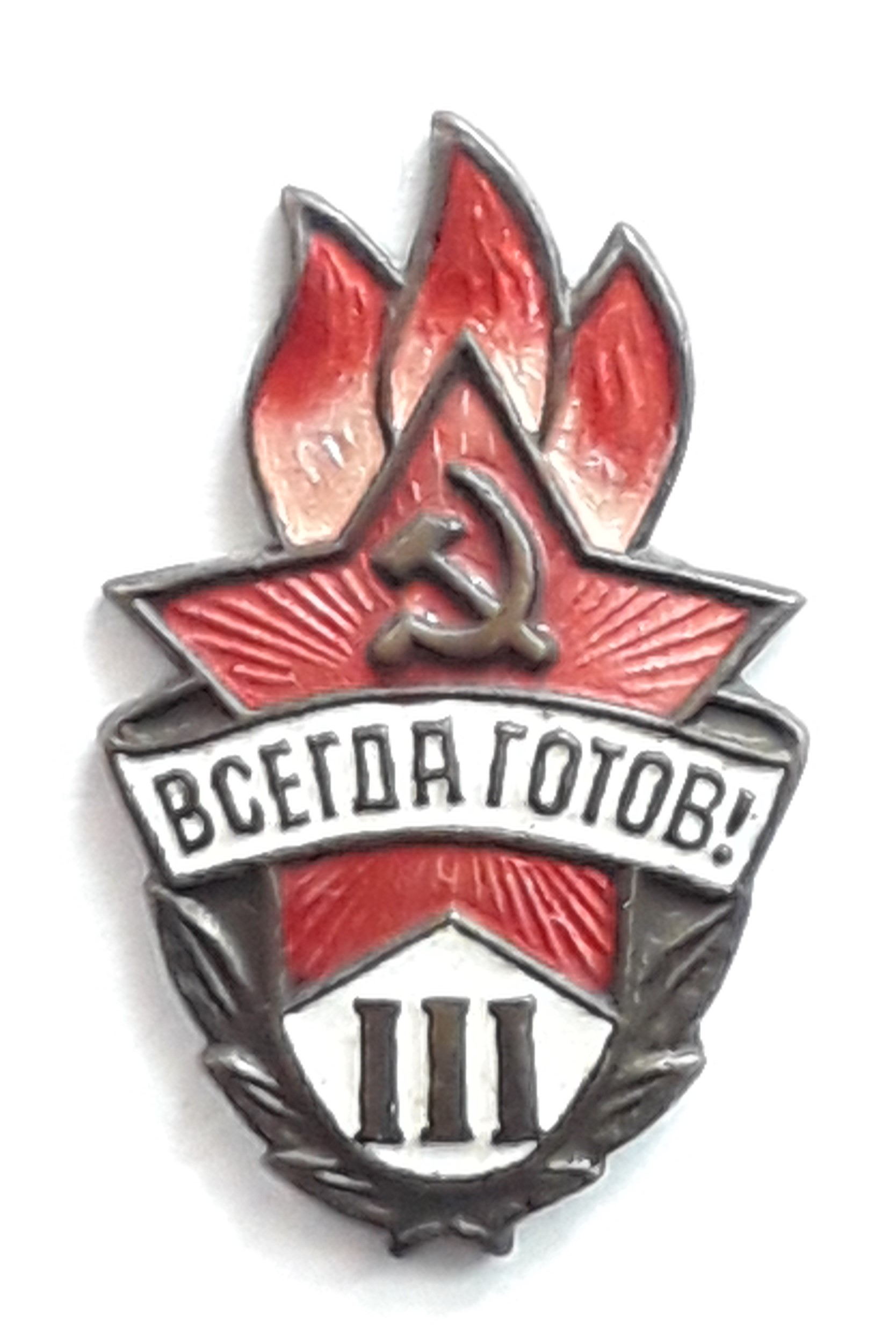
Значок пионерский 3 ступени с 1952
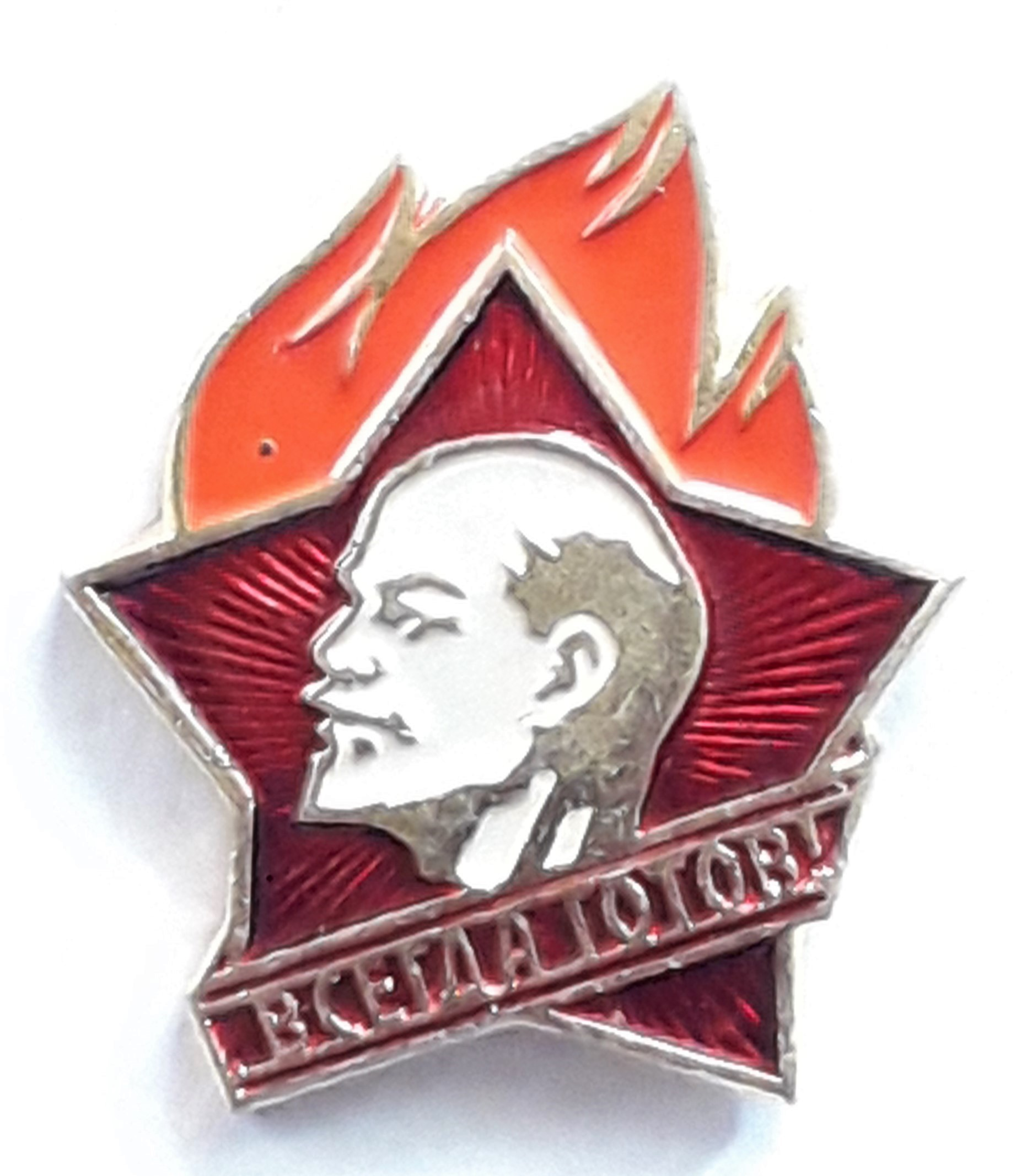
Значок пионерский с 1967
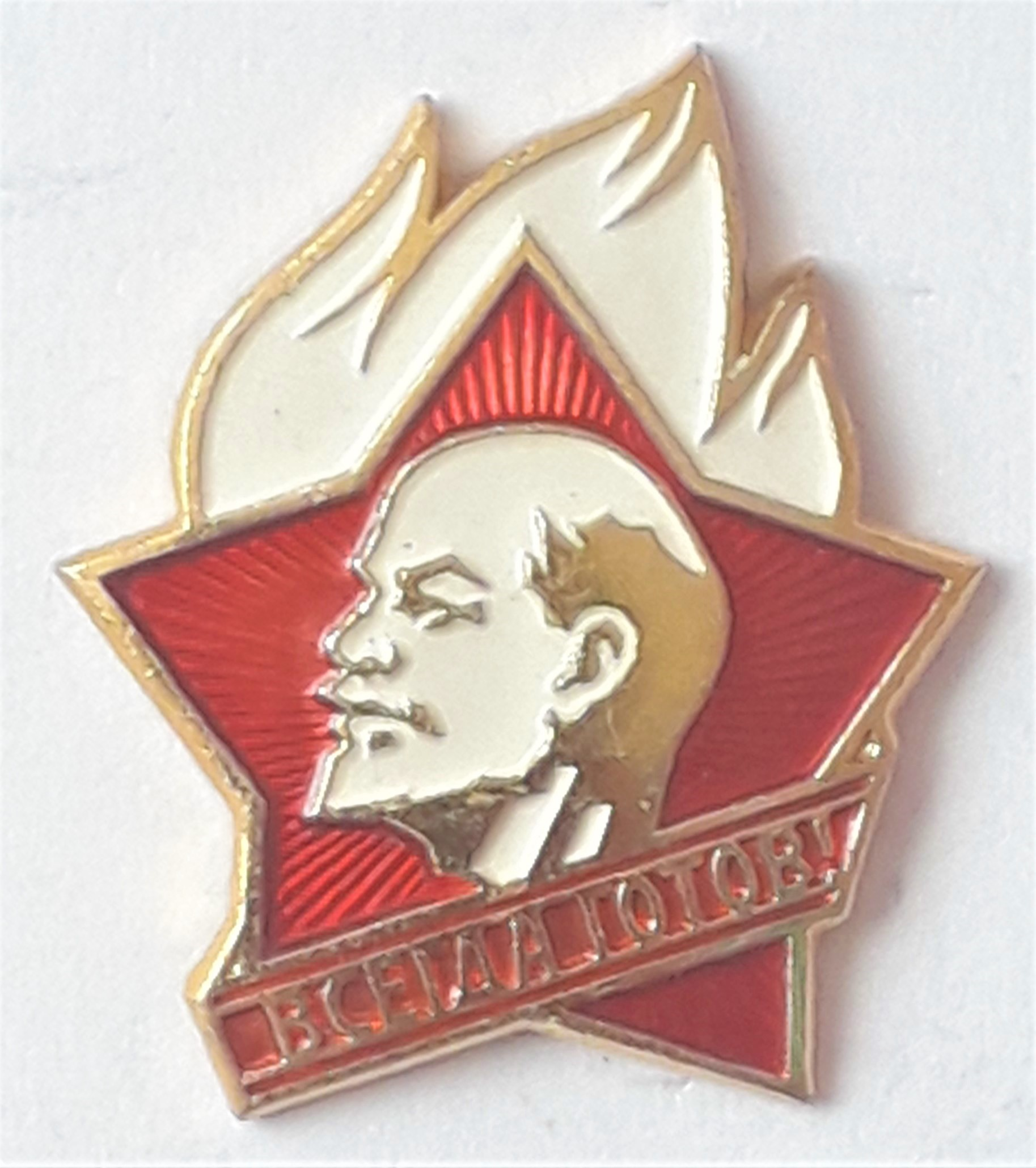
Значок пионерский с 1967 года для белорусской ССР
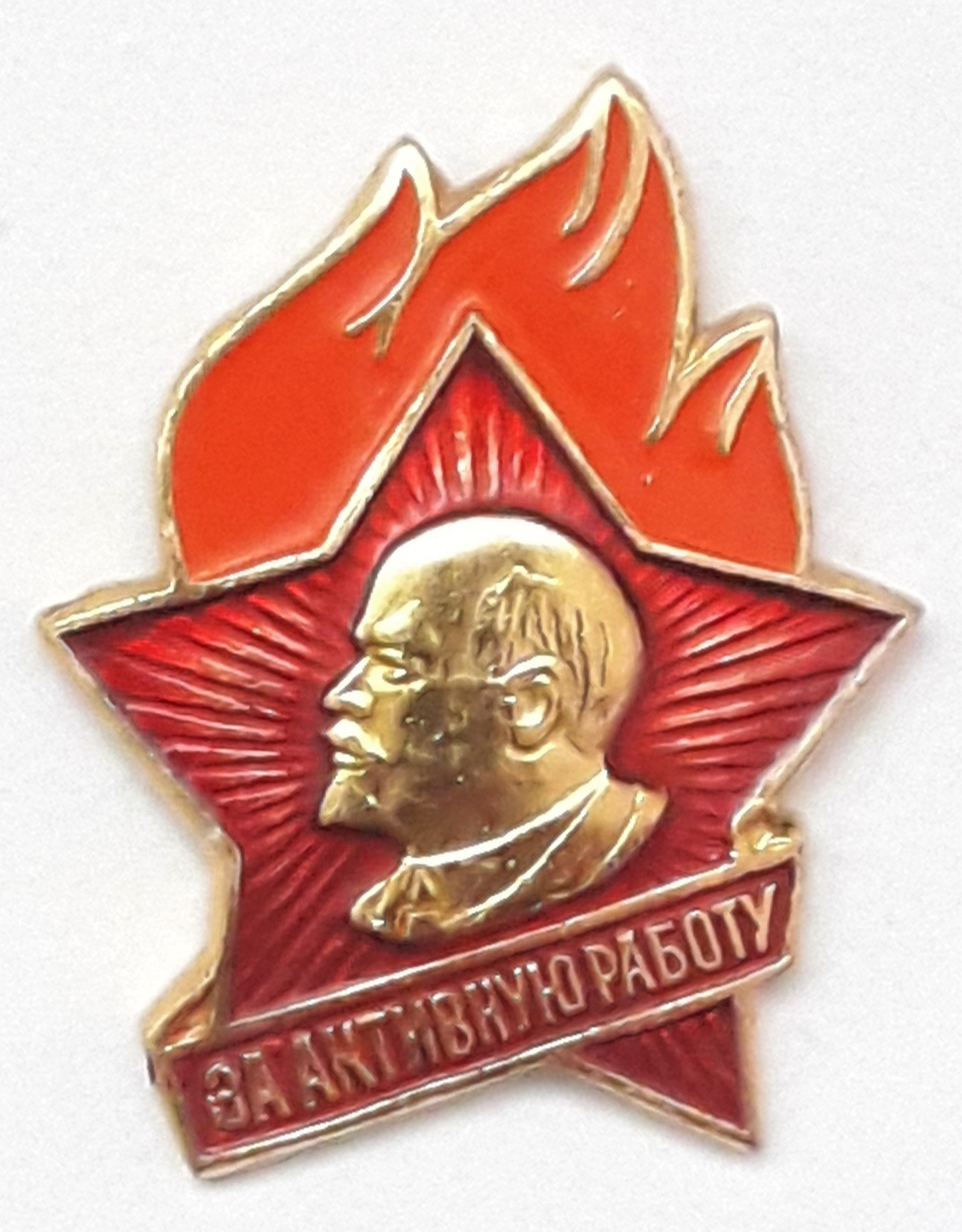
Значок пионерский «За активную работу», 1975
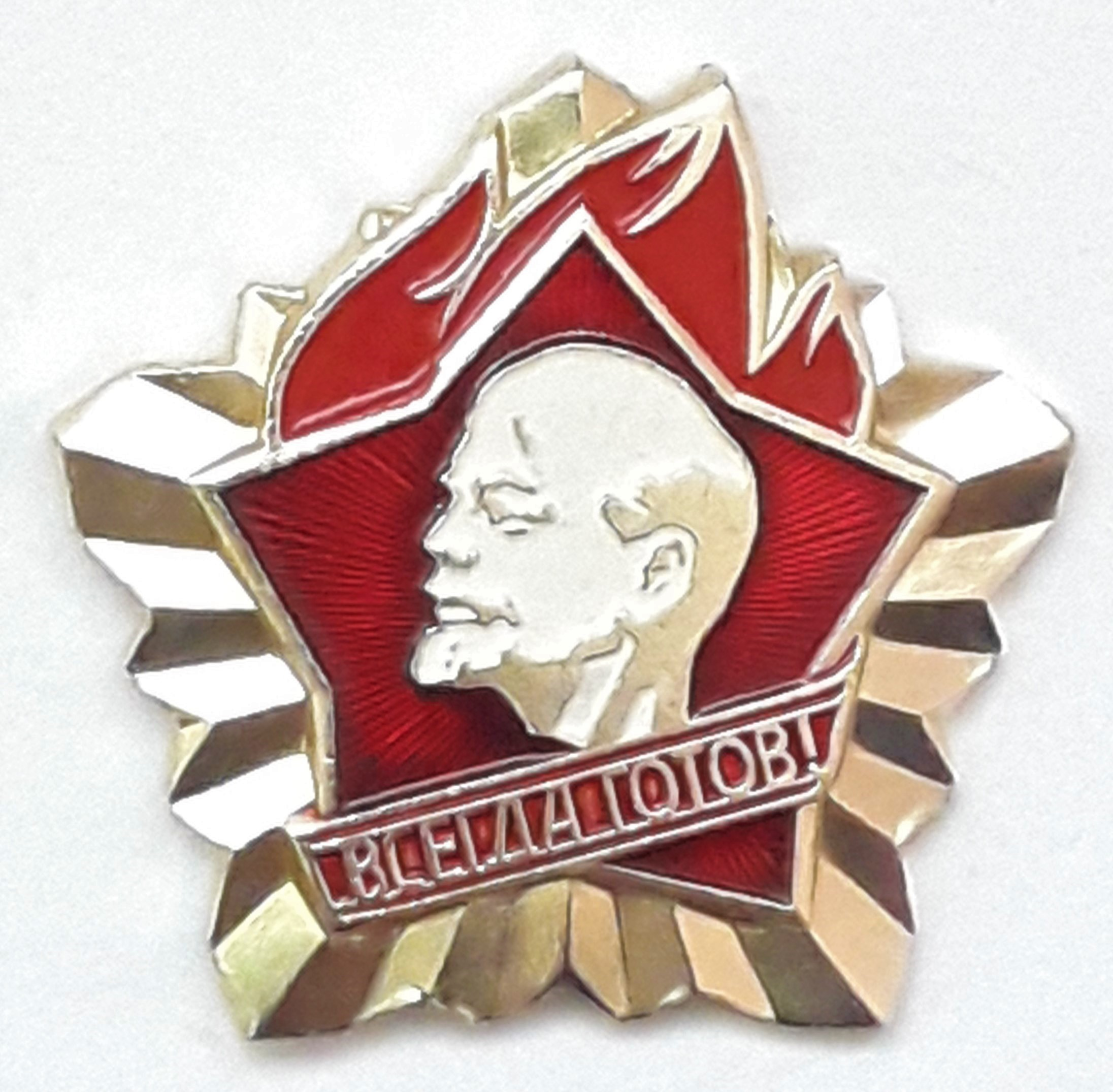
Значок пионерский «Пионер-инструктор», 1982
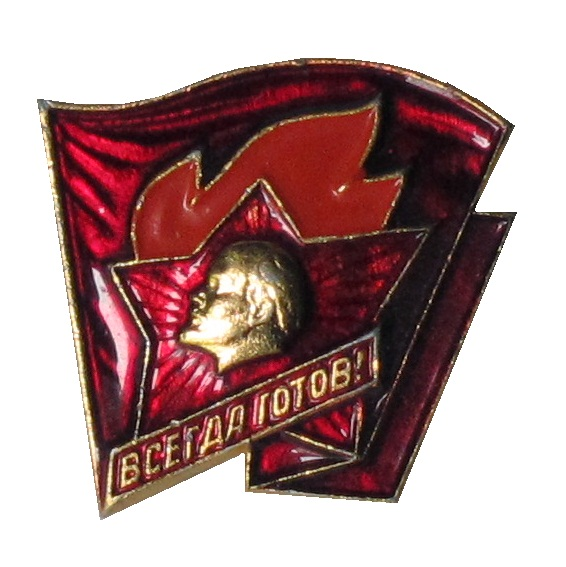
Значок «Старший пионер»
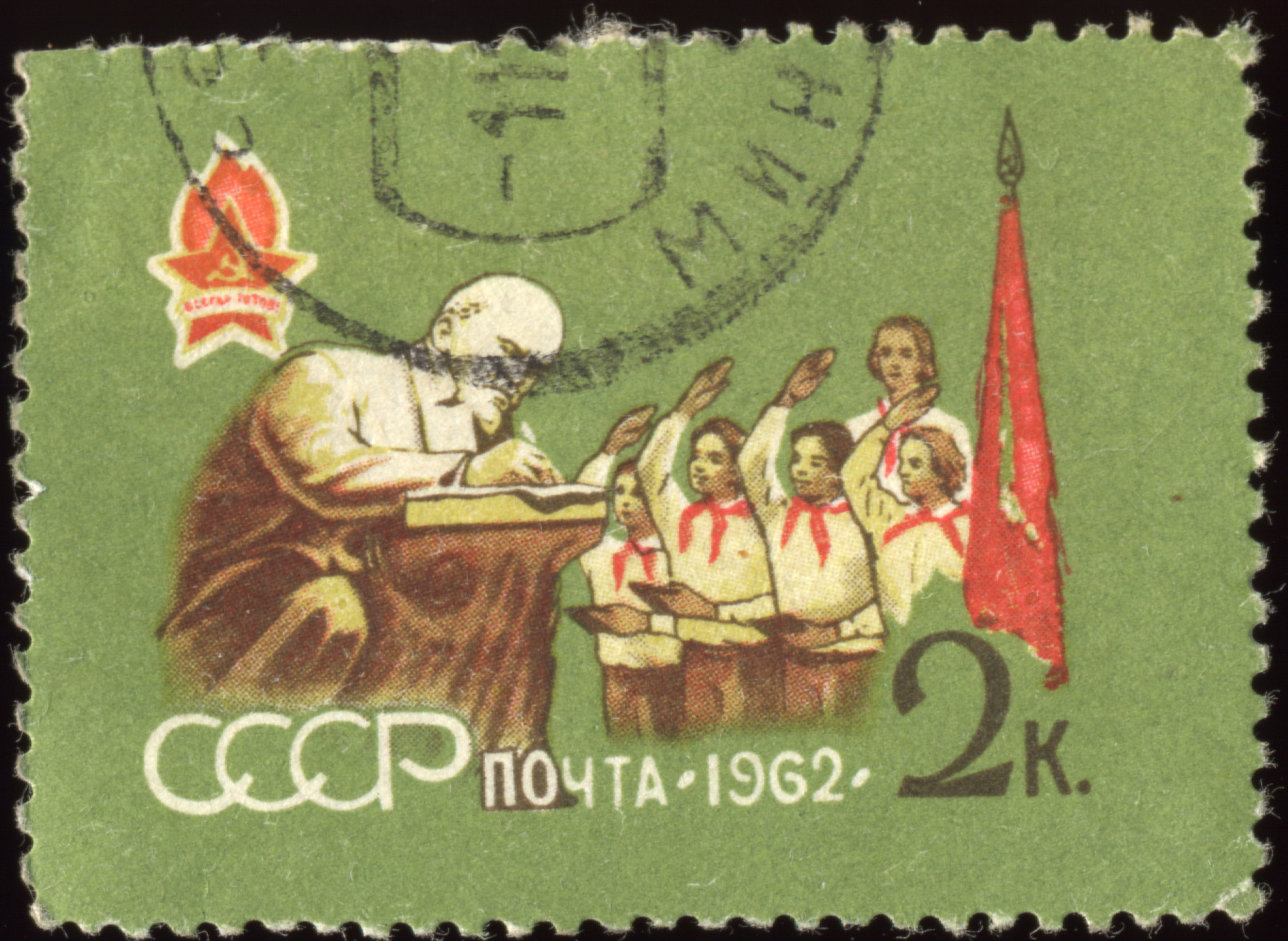
Изображение пионерского значка, на марке Почта СССР, 1962
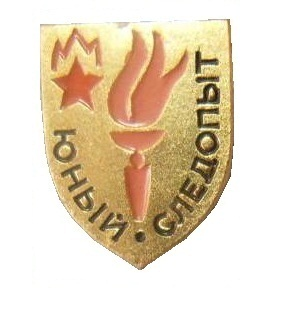
Пионерский значок «Юный следопыт»